# Казахське ханство
Казахське ханство (каз. Қазақ хандығы) — казахська кочівницька монархічна держава у Центральній Азії. Існувала в 1465–1781 роках. Займала терени сучасного Казахстану. Виникла внаслідок розпаду Золотої Орди. Очолювалася ханами. Столиця розташовувался у Созаку (1465—1469, 1511—1521), Сигнаку (1469-1511, 1521-1599) й Туркестані (1599-1729). Панівною мовою була тюркська, основною релігією — сунітський іслам. Ослабла внаслідок виснажливих воєн із джунгарами (1643—1756). У XVIII століття розпалася на жузи, які прийняли протекцією Російської імперії. Приєднана до Росії після 1781 року. Безуспішно намагалася отримати незалежність у 1841–1847 роках. У московських і російських джерелах — рос. Казачья орда, Казацкая орда, Киргиз-Казацкая орда.

## Історія

### Передісторія
У 1227 р. на території Дешт-і-Кипчак було утворено протоказахську державу у складі Золотої Орди — Ак Орда (Біла Орда). Спочатку до неї входили землі північно-східної частини Семиріччя, Приіртишшя, степи до Алатау й Кентау. Межиріччя Яїку, Іргизу, Тоболу та Сарису, приаральських степів та низин Сирдар'ї увійшли до цієї Орди у 14 ст. У період свого розквіту Ак Орда займала майже всю територію сучасного Казахстану крім території Семиріччя, що входила спочатку до держави Чагатаїдів, а потім — до Моголістану. Столицею Ак Орди було місто Сигнак на півдні Казахстану. Держава була заселена як місцевими тюркомовними племенами, так і тими, які перемістилися сюди із східних районів під час набігів Чингісхана. Після смерті хана Барака 1428 р. у результаті внутрішніх міжусобиць та загарбницьких війн Тимура (Тамерлана) Ак Орда розпалася. Її більша частина перейшла у володіння Абулхаїр-хана. Також відкололася Ногайська Орда, а частина територій потрапила до володінь Мустафи-хана (на півдні) та Мухаммед-хана (на півночі).

### Створення

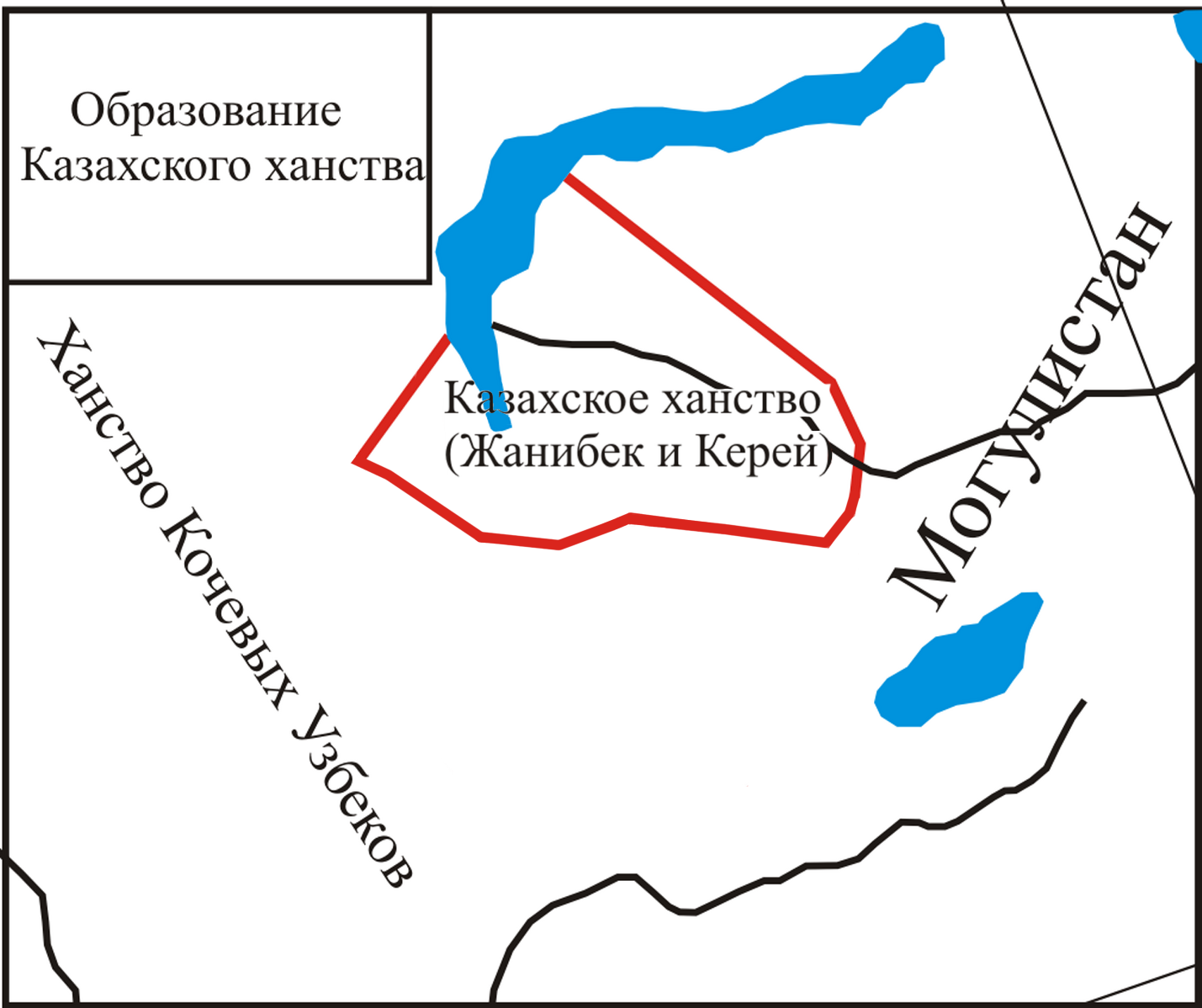
Створення Казахського ханства

Створення Казахського ханства пов'язане з Могулістаном та ханством Абулхаїра. Засновником ханства вважається Урус-хан та його потомки Джанібек та Кірей (Гирей). Постійні війни, міжусобиці та набіги джунгарів викликали величезне народне обурення. І як протест у 50-х рр. протягом 10 років проходило масове відкочування племен із Верхнього Дешт-і-Кипчака, Туркестана, Каратау на захід Семиріччя, тобто територію Могулістану.
Спочатку Казахське ханство обіймало території західного Семиріччя, долин Чу, Таласса та Кози-Баші. Стихійною дією народних мас було започатковане об'єднання розрізнених груп казахських племен, у тому числі й семиріченських, у одну державу. Хан Моголістану Елабуга не мав сил зброєю відбити набіги цих племен та й взагалі бачив у особі воїнів Джанібека та Гирея захисників своїх західних кордонів від свого брата Юнуса, якого підтримував нащадок Тимура Абу Саїд. Та й цілком зрозумілим було його бажання привернути на свій бік ворогів свого ворога.
У 1462 р. після смерті хана Елабуги почав розпадатися Могулістан, а 1468 р. помер Абулхаїр-хан і розпадається його держава. Казанське ханство почало з його нащадками боротьбу за території. Взимку 1470 р. старший син Джанібека Махмуд-султан зайняв місто Сузак у долині Сирдар'ї, а другий син — Іренчі-султан — оволодів Саураном. Правитель узбеків Мухаммад Шайбані відступив до Бухари. За два роки він зробив спробу знову захопити міста по Сирдар'ї.
Спочатку його супроводжуав успіх. В бою на перевалі Сангулук у горах Каратау загинув Махмуд-султан, але й вороги отримали багато втрат і відступили до Туркестану. Лише на початок 1480-х рр. Мухаммад Шайбані оволодів Сигнаком, Саураном та Ясами, але не зміг прогнати казахів із степів на протилежному березі Сирдар'ї. У 1488 р. Бурундук-хан відбив Сауран. У 1513 р. під владу Касима перейшов Сайрам. Південні межі Казахського ханства сягали Туркестану. На південному сході казахам належали передгір'я та долини значної частини Семиріччя, а на півночі та північному сході межі їх володінь проходили в районі гір Улу-Тау і озера Балхаш, доходячи до відрогів Каракалинських гір, а на північному заході сягаючи басейну Яїку.

### Розквіт

Казахське ханство при Касим-хані

Касим-хана (1511–1521) називають «збирачем казахських земель». Син Джанібека. Влада переходить до нащадків Джанібека. Прикочували групи племен з Ногайської орди, де була криза. Межі ханства досягли Яїку, Сирдар'ї, пішли за Улитау та Балхаш. Вперше після монгольського нашестся всі казахські племена об'єдналися в одну державу. Число підданих оцінювалося в 1 мільйон, а війська — у 300 тисяч. У 1511 р. було прийнято перший звід законів «Каска жоли» («Світла дорога»).
Він включав 5 розділів:
- Майновий закон, куди входили і положення про регулювання майнових суперечок, суперечок щодо землі й худоби
- Кримінальний закон, де розглядалися види кримінальних злочинів та покарання,
- Військовий закон,
- Посольський звичай — розділ, де обговорювався посольський етикет та міжнародне право,
- Суспільні закони.

Ханство здійснило успішний похід на Ташкент, а ногайську орду відтіснили аж до меж Астраханського ханства.

### Занепад

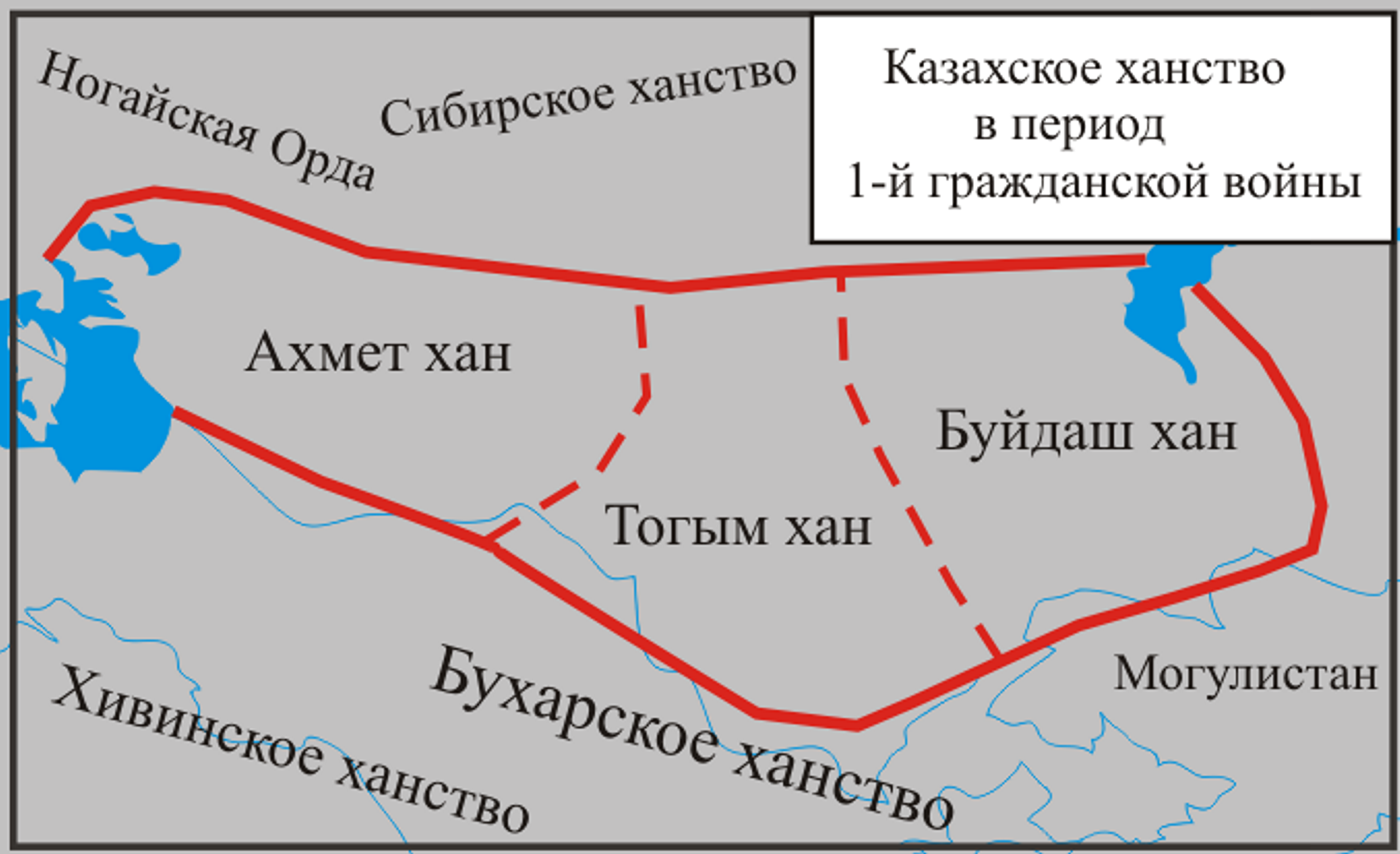
1-а громадянська війна в Казахському ханстві

Після смерті Касим-хана ногайці знову захопили територію до р. Тургай. Казахське ханство тепер обмежувалося територіями Південного Казахстану та Семиріччя. Центральна територія Казахстану (Сари-Арка) номінально входила до складу ханства, але її північні райони до Нури захопило Сибірське ханство. Під час правління Тахір-хана (1523–1533) ойрати захопили східну частину Сари-Арка й почалася казахо-ойратська війна. Почалися міжусобиці, були втрачені присирдар'їнські міста. Проти Казахського ханства утворюється союз узбецьких та могульських правителів.

### Казахське ханство при Хакназарі
Боровся проти ойратів у Семиріччі та могулів. Хотів відновити попередні території, але це було неможливо. Наблизилася Росія, що завоювала Казанське, Астраханське та Сибірське ханства. На Сирдар'ї з'явилися каракалпаки. Привернув на свій бік ногайських мурз. Але він успішно долав походи ойратів. Повернув північні райони Сари-Арки, відвоював у ногайців Сарайшик з оточуючою територією, завоював у хівінців півострів Мангишлак. Почав похід проти Могулістану для включення Семиріччя.

### Казахське ханство після Хакназара
Шигай-хан (1580–1582) запам'ятався тим, що після участі казахів у поході узбецького хана Абдаллаха через Туркестан ханству дісталися землі в Середній Азії.
Тавакул (1586–1598). У 1586 р.захопив міста у Туркестані. У 1594 р.надіслав у Москву перше посольство на чолі з Кул-Мухамедом. Воно мало звільнити племінника посла, який був там аманатом (заложником) та налагодити відносини. Тоді ж під його владу потрапила частина ойратів. Успішно завершив боротьбу за сирдар'їнські міста.

### Казахське ханство за Есим-хана
У 1598 р. підписав мир з Бухарою. До Казахського ханства за його правління входили туркестанські міста, Ташкент (захоплений 1627 р., чим ліквідовано Ташкентське ханство) та Фергана. Звід законів — «Есим салган ески жол» («Есима справжній шлях»).

### Реформи Есим-хана
Докорінно реформував усю політичну систему. Розширив права общини та її керівників. Було визначено повноваження біїв, ханів та батирів, обмежено аристократію. Провів адміністративну реформу — поділив ханство на жузи — господарсько-територіальні об'єднання, які очолювали бії, котрі обмежували повноваження хана.

### Казахо-джунгарська війна
Після смерті Есим-хана почалися міжусобиці. Західні ойрати об'єдналися та 1635 р. створили Джунгарське ханство. Почалася боротьба казахів за Північний Казахстан та кочів'я Жетису. Боротьба зі змінним успіхом тривала аж до 1718 р. Після цього держава розпалася на окремі жузи.

### Казахське ханство за Абилай-хана
На час його життя жузи знову об'єдналися у єдину державу, але по його смерті держава розпалася знову.

### Казахське ханство за хана Кенесари
Казахське ханство вже номінально було в складі Російської імперії. Царський уряд не розумів законів ханства, намагався привчити казахів до осілості, будуючи на землях ханства фортеці. Кенесари був дуже незадоволений цією політикою. Кілька разів він звернувся з протестами до царського уряду. Але все даремно. І тоді він вирішує виступити збройно. Приводом у 1837 р. став намір царського уряду збудувати нові укріплення в Кокшетау та Акмолі з будівництвом цілої ланки козацьких станиць. Відродив закони Тауке-хана та суди біїв. У вересні 1841 р. на з'їзді казахських родів вирішили відродити Казахське ханство. Почалася багаторічна боротьба. Але Кенесари 1847 р. вторгнувся в киргизькі землі. Біля укріплення Пішкек киргизи оточили його війська. Хан потрапив у полон та був страчений.

## Хани
- Керей-хан 1465—1473
- Джанібек І 1473—1480
- Буриндик 1480—1511
- Касим 1511—1518
- Мамаш 1518—1523
- Тахір 1523—1529
- Буйдаш 1529—1533
- Тогим 1533—1538
- Ахмат 1533-1535
- Хакназар 1538—1580
- Шигай 1580—1582
- Тауекель 1582—1598
- Єсим 1598—1628
- Жанібек 1628—1643
- Жангір 1643-1652
- Батир 1652—1680
- Тауке 1680—1718
- Кайип 1718—1719
- Болат 1719—1728
- Абилмабет 1728—1737
- Абилай 1771—1781
- Кене (Кенесари) 1841—1847